# Yuriy Filatov
Yuriy Filatov (em ucraniano:  Юрій Миколайович Філатов, Novo Ushytsia, Khmelnitski, 30 de julho de 1948) é um velocista ucraniano na modalidade de canoagem.
Foi vencedor da medalha de Ouro em K-4 1000 m em Munique 1972 com os seus colegas de equipa Yuriy Stetsenko, Volodymyr Morozov e Valery Didenko e da medalha de Ouro na mesma categoria em Montreal 1976.